# Andrés Amado y Reygondaud de Villebardet
Andrés Amado Reygondaud de Villebardet (Alacant, 1886 - Madrid, 1960) va ser un advocat alacantí nascut el 1886, que va fer carrera en l'àmbit de la Hisenda Pública.

## Biografia
Amb José Calvo Sotelo en el Ministeri d'Hisenda d'Espanya, durant la dictadura de Miguel Primo de Rivera, va ocupar la direcció general del Timbre, va formar part de la comissió negociadora del concert amb les províncies basques i fou, segons va assegurar una vegada el mateix ministre, el "veritable animador" de la creació del Monopoli de Petrolis. També fou diputat com a representant de l'estat a les eleccions de 1927.
Ja en la Segona República va figurar en el cercle d'íntims amics de Calvo Sotelo, juntament amb Jorge Vigón Suero-Díaz, Pedro Sainz Rodríguez o José Ignacio Escobar. De fet, el líder de l'extrema dreta monàrquica li va dur a les Corts a les eleccions generals espanyoles de 1933 i 1936 per la província d'Ourense, on tenia el seu feu electoral, primer per Renovación Española i després pel Bloque Nacional. A més, va defensar en el Parlament republicà la gestió de Calvo Sotelo, en la Dictadura de Primo de Rivera, i va polemitzar amb Indalecio Prieto sobre temes financers. Sens dubte, la seva estreta relació amb el polític monàrquic va pesar tant en la seva designació com la seva especialització financera.
Començada la guerra civil espanyola, des d'octubre de 1936, va presidir la Comissió d'Hisenda de la Junta Tècnica de l'Estat en el bàndol franquista. Continuaria després en primer Govern de Francisco Franco, constituït l'1 de febrer de 1938. De fet, fou l'únic supervivent de la Junta Tècnica que va seguir en l'executiu. Va col·laborar amb Ramón Serrano Suñer, home fort de la situació, en la redacció del decret que establia la nova organització administrativa estatal el febrer de 1938. Anys després, Serrano Suñer recordaria com va advocar davant Franco per Amado, i que a causa de la "independència de caràcter" del candidat la proposta no va agradar al dictador, qui "va oposar gran resistència". En defensa d'Amado, Serrano va al·legar els serveis en la Junta Tècnica de l'Estat -era l'únic dels seus integrants la gestió dels quals salvava, car considerava a la resta com a "persones sense relleu ni mèrit"-, la seva competència "ben provada en el Parlament republicà", així com "la seva purificada honradesa". Amado va demostrar certa independència de criteri. A mitjan 1938, malgrat la seva militància monàrquica i conservadora, es va oposar que els béns confiscats per la República als jesuïtes els fossin retornats abans de la fi de la guerra; al cap i a la fi, la labor del ministre d'Hisenda en plena crisi bèl·lica era reunir recursos a l'Estat, no desprendre's d'ells. Quan al maig de 1939 Franco va canviar de Govern, no fou cridat a ocupar cap càrrec.